# هاكايناس
بلدية هاكايناس (بالإسبانية: Hacinas)‏, هي إحدى بلديات مقاطعة برغش, التي تقع في منطقة قشتالة وليون, والتي تقع في شمال غرب إسبانيا.
يبلغ عدد سكانها 208 نسمة وفقاً لإحصائية سنة (2002).